# ボリパトラ (航空機)
ボリパトラ
ドンムアン空軍基地に設置されているボリパトラのレプリカ
- 用途：軽爆撃機
- 設計者：シャム王国航空隊航空工廠
- 製造者：シャム王国航空隊航空工廠
- 運用者：シャム王国航空隊
- 初飛行：1927年6月23日
- 生産数：12機未満
- 生産開始：1927年
- 運用状況：退役

ボリパトラ（タイ語:บริพัตร、英語:Boripatra。BaribatraまたはBripatとも）または爆撃機2型（英語:Bomber Type 2）は、1920年代にシャム王国航空隊（後のシャム王国空軍、タイ王国空軍）の航空機工廠によって設計・製造された複葉複座軽爆撃機である。シャム王国（現：タイ王国）で最初に設計された航空機であり、シャム王国航空隊向けに少数が製造された。

## 開発・設計
1920年代のシャム王国航空隊の標準的な爆撃機はフランスから購入したブレゲー14であり、ドンムアンにある航空隊の航空機工廠で、爆撃機1型としてライセンス生産されていた。これは300馬力（224kW）のルノー製エンジンを搭載していたが、1927年にエンジンの価格が製造メーカーによって引き上げられたことから、ブレゲー14に別のエンジンを搭載できないか検討することが決定された。また、換装可能なエンジンの条件を調査するための試験用航空機で、かつブレゲー14の後継となりうる機体を製造することも決定された。爆撃機2型と命名された新しい航空機の設計者には、航空機工廠の副所長であり、後に王国空軍の司令官となったルアン・ヴェジャヤン・ランスリット（Luang Vejayan Rangsrit）少佐が指名された。
爆撃機2型は典型的なシングルベイ型（上下翼間に左右1組ずつ支持柱を持つ形式）の複葉機で、機体構造は鋼管胴体を含む木金混合構造である。前部胴体は金属張り、後部胴体は布張りで、主翼は木製布張りであった（木材には地元材が使用された）。450馬力 (336kW) のブリストル・ジュピター星型エンジンを搭載した最初の試作機は、1927年4月5日に製造が開始され、1927年6月23日に初飛行した。
初飛行の直後、この航空機はプラチャーティポック王によって、異母兄で当時の国防大臣でもあったパリバトラ・スクンバンドゥ王子にちなんでボリパトラ（Boripatra。発音はボリパット）と命名された。
2機目のボリパトラは同年後半に飛行し、ジュピターは660馬力 (492kW) のBMW VI V12エンジンに置き換えられた。ボリパトラはカーチス D-12 エンジンと、おそらくプラット・アンド・ホイットニー・ワスプエンジンも搭載して飛行した。ボリパトラはブレゲー14よりも優れた性能を持っていたが、ルノー製エンジンの価格が以前の水準に下がったため、古い航空機に取って代わることはなく、ブレゲーが引き続き運用されることになった。最終的に、ボリパトラは12機未満しか製造されなかった。

## 運用史
1929年12月、3機のボリパトラがイギリス領インド帝国への親善訪問に出発した。うち1機は出発直後に死亡墜落事故を起こしたが、他の2機は同年12月24日にラングーンに到着、12月28日にはコルカタに到着した。さらに2機目がアラハバードへの飛行中に墜落したが、3機目は予定されていたデリーへの飛行を完了させた。
1930年から1931年にかけて、2機のボリパトラがフランス領インドシナのハノイへ訪問し、さらなる成功を収めた。
ボリパトラは1930年代にヴォート・コルセアに置き換えられたが、1938年時点でも少なくとも1機が残っていた。1940年まで運用された。

## 展示機
バンコクにあるタイ王国空軍博物館には、ボリパトラのレプリカが2機展示されている。

## 仕様（試作1号機-ジュピターエンジン搭載）
- 出典:Young, Edward M."A Siamese Experimental"[6]

### 全般
- 乗員:2名
- 全長:8.76m（28フィート9インチ）
- 全幅:13.41m（44フィート）
- 全高:3.18m（10フィート5インチ）
- 総重量:1,846kg（4,070ポンド）
- 発動機:ブリストル・ジュピターVI星型エンジン、340kW（450馬力）×1基

### 性能
- 最高速度:253km/h（157mph、137ノット）